# Сурков Олексій Олександрович
Олексій Олександрович Сурков (13 жовтня 1899, село Середнєво Георгіївської волості Рибинського повіту Ярославської губернії, тепер Рибинського району Ярославської області, Російська Федерація — 14 червня 1983, місто Москва) — радянський російський поет і літературний критик, педагог, журналіст, військовий кореспондент, 1-й секретар правління Спілки письменників СРСР. Депутат Верховної Ради РРФСР 2—3-го скликань. Депутат Верховної Ради СРСР 4—10-го скликань. Член Центральної Ревізійної комісії КПРС у 1952—1956 роках. Кандидат у члени ЦК КПРС у 1956—1966 роках. Герой Соціалістичної Праці (14.10.1969).

## Біографія
Народився в селянській родині. Навчався в Середнєвській сільській школі. З дванадцятирічного віку служив у Санкт-Петербурзі: працював учнем в меблевому магазині, в столярних майстернях, в друкарні, в конторі і вагарем Петроградського торгового порту. Перші вірші опублікував у 1918 році в петроградській «Красной газете» під псевдонімом А. Гутуєвський.
У 1918 році добровольцем вступив до Червоної армії. До 1922 року служив кулеметником, кінним розвідником. Учасник Громадянської війни в Росії: боїв на Північно-Західному фронті, Польського походу, придушення Тамбовського селянського повстання на чолі з Антоновим.
У 1922 році повернувся до рідного села. У 1922—1924 роках був працівником хати-читальні в сусідньому селі Волковому, секретарем волвиконкому, політпросвіторганізатором, сількором в повітової газеті. У 1924 році його вірші були опубліковані в газеті «Правда». У 1924—1926 роках — на комсомольській роботі в місті Рибинську.
Член РКП(б) з 1925 року.
З 1925 року — сількор Рибинської губернської газети «Северный комсомолец», а в 1926—1928 роках — її головний редактор.
У травні 1928 року Сурков делегований на I Всесоюзний з'їзд пролетарських письменників, після якого залишився працювати в Москві. У 1928 році був обраний до керівництва Російської асоціації пролетарських письменників (РАПП).
У 1931—1934 роках навчався на факультеті літератури в Інституті червоної професури в Москві.
У 1934—1939 роках викладав в Редакційно-видавничому інституті і Літературному інституті Спілки письменників СРСР; був заступником редактора журналу «Литературная учёба», де працював під безпосереднім керівництвом Олексія Горького. Брав участь у створенні і подальшій діяльності Літературного об'єднання Червоної Армії і Флоту (Локафіт).
Писав вірші, прославляючи героїку громадянської війни та радянського життя. Видав збірки «Заспів» (1930), «Вірші» (1931), «На підступах до пісні» (1931), «Наступ» (1932), «Остання війна» (1933), «Ровесники» (1934), «Батьківщина мужніх» (1935), «Шляхом пісні» (1936), «Солдати жовтня», «Так ми росли»(1938), «Це було на півночі»(1940). Автор віршів, що стали радянськими піснями, таких, як «Чапаєвська», «То не хмари, грозові хмари», «Рано-раненько», «На просторах Батьківщини чудесної», «Конармійська», «Терська похідна».
У 1939—1940 роках брав участь в загарбницькому поході в Західну Білорусію та у війні проти Фінляндії. У 1940 році був співробітником армійської газети «Героический поход»; повернувшись випустив присвячений цій війні «Грудневий щоденник».
У 1940—1941 роках працював головним редактором журналу «Новый мир».
У 1941—1945 роках служив військовим кореспондентом фронтової газети «Красноармейская правда» і спецкором газети «Красная звезда», також працював в газеті «Боевой натиск». Брав участь в обороні Москви, виїжджав в район Ржева, воював в Білорусії. Восени 1942 року ледь не загинув під Ржевом.
За роки війни видав збірки віршів «Грудень під Москвою», «Дороги ведуть на Захід», «Солдатське серце», «Наступ», «Вірші про ненависть», «Пісні гнівного серця» і «Росія караюча». За результатами відрядження видав в 1944 році книгу нарисів «Вогні Великого Уралу. Листи про радянський тил».
У 1944—1946 роках — відповідальний редактор «Литературной газеты». У червні 1945 року відвідав Берлін, Лейпциг і Радебойсе, а потім Веймар; за матеріалами поїздки написав збірку віршів «Я співаю Перемогу».
У 1945—1953 роках — відповідальний редактор журналу «Огонек».
У повоєнні роки Сурков, виконуючи сталінське замовлення, писав вірші, закликаючи до боротьби за мир. Багато подорожував в складі літературних і громадських організацій. Видав збірки: «Миру — мир» (1950), «Схід і Захід» (1957), «Пісні про людство» (1961), «Що таке щастя?» (1969). Опублікував збірку статей і виступів з питань літератури «Голосу часу» (1965). Перекладав вірші Мао Цзедуна.
З 1949 року — секретар Спілки письменників СРСР, у 1950—1953 роках — заступник, 1-й заступник генерального секретаря Спілки письменників СРСР.
У 1953—1959 роках — 1-й секретар правління Спілки письменників СРСР.
У 1950-х роках — ректор Літературного інституту імені О. М. Горького. Член бюро Всесвітньої Ради Миру (з 1953) та Радянського комітету захисту миру. Президент товариства «СРСР — Велика Британія» (з 1958). З 1962 року — головний редактор «Короткої літературної енциклопедії». Член редколегії «Бібліотеки поета».
Указом Президії Верховної Ради СРСР від 14 жовтня 1969 року видатні заслуги в розвитку радянської літератури, плідну громадську діяльність і в зв'язку з сімдесятиріччям з дня народження Суркову Олексію Олександровичу присвоєно звання Героя Соціалістичної Праці з врученням ордена Леніна і золотої медалі «Серп і Молот».
Помер 14 червня 1983 року. Похований на Новодівочому цвинтарі Москви.

## Звання
- батальйонний комісар (1941)
- підполковник (1943)

## Нагороди
- Герой Соціалістичної Праці (14.10.1969)
- чотири ордени Леніна (31.01.1950; 13.10.1959; 28.10.1967; 14.10.1969)
- орден Жовтневої Революції (12.10.1979)
- орден Червоного Прапора (23.09.1945)
- два ордени Червоної Зірки (21.05.1940; 22.02.1942)
- орден «Знак Пошани» (31.01.1939)
- орден «Кирило і Мефодій» (Болгарія)
- медаль імені Олександра Фадєєва (1972)
- медалі
- Сталінська премія першого ступеня (1946) — за загальновідомі вірші і пісні «Пісня сміливих», «За нашою спиною Москва», «Пісня про солдатську матір», «Перемога», «Пісня захисників Москві» та ін.
- Сталінська премія другого ступеня (1951) — за збірку віршів «Миру —мир!» (1950)
- Міжнародна Ботевська премія (1976)
- Почесний громадянин міста Рибинська (1976)